# 中茹帕市镇

中茹帕市镇在北马其顿的位置

中茹帕市镇，为北马其顿的一个市镇，行政中心为中茹帕村，属于西南统计区，总面积107.21 km²，总人口6,519（2013）。
该市镇西临阿尔巴尼亚，南邻斯特魯加市鎮，东临德巴尔市镇。